# Onza
L'illa d'Onza (en gallec illa de Onza o Onceta) està situada a 600 metres el sud de l'Illa d'Ons, en l'arxipèlag de les Illes Ons (Bueu, Província de Pontevedra, Galícia). Forma part del Parc Nacional de les Illes Atlàntiques.
És una illa de 32 hectàrees i de perfil alt (el punt més alt és a 64 metres per sobre el nivell del mar). Les seves platges són gairebé inaccessibles, i per això no hi ha cap construcció tret d'una barraca construïda per militars.